# Lilla Kvarnsjön, Södermanland
Lilla Kvarnsjön är en sjö i Gnesta kommun i Södermanland och ingår i Trosaåns huvudavrinningsområde. Sjön har en area på 0,0696 kvadratkilometer och ligger 56,1 meter över havet.